# دیجیتال ریلتی
دیجیتال ریلتی (انگلیسی: Digital Realty) شرکت سرمایه‌گذاری املاک و مستغلات آمریکایی است، که در سال ۲۰۰۴ تأسیس شد.